# RM (raper)
Kim Nam-joon (en hangul: 김남준, hanja: 金南俊) més conegut pel seu nom artístic RM (Ilsan-gu, 12 de setembre de 1994) és un raper, ballarí, compositor, productor i model sud-coreà. Des de 2013, és el líder i raper principal de la banda BTS. El 2015, va llançar el seu primer mixtape en solitari, anomenat RM. RM és conegut per la seva gran participació en les lletres, producció i composició en les cançons de BTS. Té més de seixanta cançons acreditades al seu nom per la Korea Music Copyright Association (KOMCA).

## Biografia
RM va néixer el 12 de setembre de 1994 a Ilsan-gu, Corea del Sud, i té una germana petita. Abans del seu debut, era un raper underground el qual usava el nom artístic "Runch Randa"; llançar diverses cançons i va col·laborar amb el conegut raper Zico. És part del grup sud-coreà de hip hop underground Daenamhyup, el qual consisteix en Marvel J, l11ven, Supreme Boi, Iron, Kyum2, kidoh, Samsoon, Illipse, DJ Snatch i ell, el grup va tenir activitat des del 2009 fins al 2013, quan Rap Monster va deixar la seva participació en el grup per concentrar-se en BTS, encara que en una trucada amb Supreme Boi, va dir que tenia algun dia tornaria a participar amb Daenamhyup, encara que alguns membres del grup van continuar participant sense Rap Monster.
RM té molts èxits acadèmics notables. Va aconseguir un 850 al TOEIC quan estava a secundària, probablement a causa per haver estudiat a Nova Zelanda. També va estar al top 1,3% de la nació en els exàmens d'entrada a la universitat en llengua, matemàtica, idiomes estrangers i ciències socials ; a més, té un CI de 148.
A més de la seva llengua materna parla fluidament anglès i japonès, ja que va continuar estudiant japonès després del debut de BTS, ja que tots els membres de Big Hit reben classes bàsiques d'aquest idioma. També va veure múltiples vegades el sitcom nord-americà Friends, per ajudar a aprendre anglès.

## Carrera

### 2010-13: inici de BTS
RM va ser reclutat com el primer membre de BTS en el 2010, durant una audició de talent de Big Hit. RM va assajar per anys amb dos companys, el raper underground Min Yoongi (Suga) i el ballarí Jung Hoseok (J-Hope). El 13 de juny del 2013, RM va debutar com a líder de BTS en el M Countdown de Mnet, amb la cançó "No More Dream", del seu àlbum senzill debut 2 Cool 4 Skool. Des de llavors, ha produït, escrit i compost varies cançons en tots els àlbums de la banda.

### 2014-17
El 31 de desembre del 2014, BTS va fer una actuació d'introducció en MBC Gayo Daejejeon, que va contar amb la cançó Spaz, de Krizz Kaliko i Rap Monster. Després van produir la cançó Rush, la qual va ser publicada el 20 de març del 2015 en el SoundCloud oficial de BTS, com part del mixtape en solitari RM.
RM ha col·laborat amb diversos artistes coreans i americans. El 4 de març del 2015, va publicar un senzill amb Warren G, titulat P.D.D (Please Don't Die), amb un videoclip, el qual mostrava el darrere d'escenes de la seva col·laboració en Los Angeles. Temps després, Warren G va parlar soibre RM en una entrevista amb Hiphopplaya, en la qual va dir "parlant com artista productor, (RM) és un raper excepcional. La forma en la qual transmet el seu rap és increïble."
RM va col·laborar amb EE i Dino-J amb el projecte de hip hop MFBTY per la cançó "Buckubucku (부끄부끄)", participant també en el videoclip. També va aparèixer en un altre videoclip de MFBTY, per la cançó "Bang Diggy Bang Bang (방뛰기방방)". En l'episodi del 24 de març del 2015 del programa 4 Things Show de Mnet, Tiger JK de MFBTY va presentar a RM com "el júnior que va canviar les meves preconcepcions sobre els ídols", després va afegir que "Rap Monster és una persona agradable i un amic compatible". RM també va parlar sobre Tiger JK, dient "soc un fanàtic que vaig créixer veient a Tiger JK".